# S.E.T. 7
Le S.E.T. 7 est un avion militaire de l'entre-deux-guerres construit en Roumanie par la Societatea Pentru Exploatări Tehnice (SET).